# Alte Seilerei Reutlinger

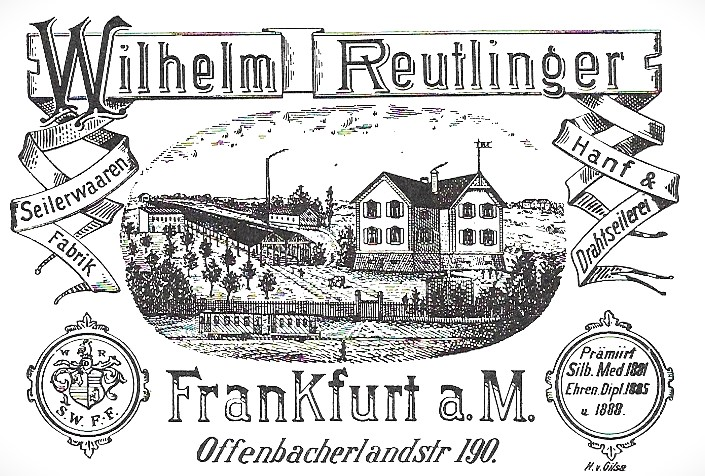
Alte Katalogansicht des Gebäudeensembles der Seilerei Reutlinger, Ende des 19. Jahrhunderts

Die alte Seilerei Reutlinger ist ein seit 2021 denkmalgeschütztes Gebäudeensemble in Frankfurt am Main. Die ehemalige Seilerei liegt zwischen den Frankfurter Stadtteilen Oberrad und Sachsenhausen auf einem 15.000 m² großen Areal zwischen der Offenbacher Landstraße und dem Goldbergweg. Die Produktion von bis zu 300 m langen Seilen für verschiedene Anwendungen endete 1985. Die historischen Fabrikhallen mit rund 5000 m² Produktionsfläche wurden im Zweiten Weltkrieg teilweise zerstört, die Produktion danach an diesem Standort erneut aufgebaut und wieder aufgenommen. Ab 1889 wurden auf dem Gelände Taue und Stricke mit Hilfe einer Seilerbahn hergestellt, wobei die zu fertigenden Seile an einem Wagen befestigt wurden, der auf Gleisen fuhr und mit einer Oberleitung betrieben wurde. So konnten die Seile gespannt und gedreht werden. Noch heute befinden sich die Schienen als Teil der Anlage sichtbar im Boden.

## Werkshalle, Seilerbahnhalle und Wohnhaus

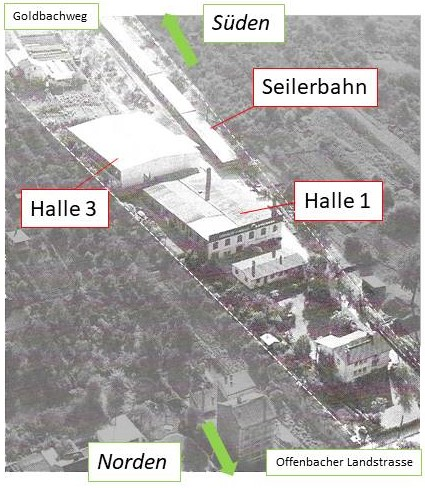
Gesamtansicht des Gebäudeensembles

Die ursprüngliche Fabrikanlage bestand 1889 aus dem Fabrikgebäude Nr. 3 sowie der 300 m langen Seileranlage und wurde 1889 von Baumeister und Architekt Karl Wiegand (Offenbach) als funktionales Backsteingebäude, welches heute teilweise mit hellem Putz versehen ist, erbaut. Als Besonderheit ist belegt, das die Seilerbahn aufgrund baurechtlicher Auflagen des Frankfurter Bebauungsplanes im Bereich einer zukünftigen Kreuzungsstraße nicht mit Fundamenten und ohne festes Dach, sondern lediglich mit Zeltplanen abgedeckt, zu errichten und zu betreiben war. Auch gab es zu Anfang keine Wasser- und Abwasseranschlüsse auf dem Gelände. Erst 1930 wurde diese Baulast aufgehoben, nachdem bereits um die Jahrhundertwende der Bebauungsplan durch den Frankfurter Magistrat aufgegeben wurde.
Die 1889 errichteten Industrie-Backsteingebäude sind nur noch in Teilen im Original erhalten, da sie am 4. Oktober 1943 bei einem Luftangriff auf Frankfurt am Main zu großen Teilen zerstört wurden. Die Gebäude wurden jedoch nach dem Krieg bis etwa 1952 nahezu identisch wieder aufgebaut, bis 1975 stetig erweitert und bilden somit den Kern der historischen Bausubstanz.
Direktorenvilla, Werkshalle und Seilerbahnhalle sind Zeugnisse der Geschichte einer für Frankfurt und die Region über Generationen bedeutenden Betriebsstätte eines Familienunternehmens. Mit der Seilerbahnhalle hat sich darüber hinaus ein in Hessen nur noch selten erhaltenes Relikt des Seilereihandwerks erhalten. Mittels ihrer überkommenen Gestalt dokumentieren die Gebäude in besonderem Maße die wirtschaftlichen und gesellschaftlichen Gegebenheiten sowie die gestalterischen Ideen der Nachkriegsjahre.

### Werkshalle
Die Werkshalle geht in ihren Grundzügen auf den historischen Baubestand des späten 19. Jahrhunderts zurück. Das Gebäude ist teilweise als Sichtziegelmauerwerk ausgeführt, wobei die ursprünglichen Schweifgiebel an der Westfassade nicht erhalten geblieben sind. Die flachen Satteldächer wurden nach dem Krieg zunächst als einfache Notdächer aus Blech und Pappe errichtet. Der Baukörper zeigt insbesondere an der West- und Nordseite noch seine bauzeitliche mittels lisenenartiger Bänder und einfacher Segmentbogenstürze vorgenommene Fassadengliederung. Die kleinteiligen Stahlrahmenfenster wurden in neuerer Zeit eingebaut.

### Seilerbahnhalle
Die 1944 neu entstandene Konstruktion der Seilerbahnhalle entspricht in Form und Ausführung der durch Materialmangel und wirtschaftlichen Druck bestimmten frühen Nachkriegszeit. Der einfache Mauerwerksbau ist bis heute mit einem schlichten Pultdach mit einfacher Sparrenkonstruktion gedeckt. Das ursprünglich stützenfreie Innere ist heute in einzelne, in jüngerer Zeit durch Türen abschließbare Bereiche aufgeteilt. Die Belichtung erfolgt von Osten her über nahezu bodentiefe Fenster mit Sprossen-Stahlrahmenfenstern. Der Fensterbestand ist in weiten Teilen im Original erhalten. Im Inneren finden sich teilweise die Schienenstränge der Seilerbahn, die die Funktion des Bauwerks deutlich nachvollziehbar machen.

### Wohnhaus (Direktorenvilla)
Bereits 1954 hatte Wilhelm Benjamin Reutlinger, basierend auf den Plänen des Frankfurter Architekt Karl Molzahn, eine Voranfrage zum Bau eines Wohnhauses für „den Geschäftsführer“ auf dem Fabrikgelände gestellt. Das in Ost-West-Richtung angelegte Gebäude sollte den bereits vorhandenen Ersatzbau für Büro- und Lagerräume der Seilerei verdecken. Warum Molzahns Pläne keine Umsetzung erfuhren, ist nicht bekannt. 1955 legte der Architekt Ottokar Hiller im Auftrag des Bauherrn neue Planungen vor. Auch wenn diese sich im Grundsatz am Molzahnschen Entwurf orientierten, weist das ab 1955 errichtete Wohnhaus eine modernere Formsprache auf. Hillers Entwurf wird bestimmt durch eine ausgewogene Kombination konservativer und innovativer Gestaltungselemente, die seine Nähe zu dem zeitgleich in Frankfurt tätigen Architektenbüro Giefer und Mäckler erahnen lassen.
Wie auch bei Molzahn wählte Hiller für die zur Offenbacher Landstraße ausgerichtete nördliche Traufseite des zweigeschossigen Gebäudes eine gediegene und geschlossene Fassadengestaltung. Drei in engem Abstand positionierte, schmale Fensterformate in Erd- und Obergeschoss sowie ein vertikales Band, bestehend aus zwei großen, mehrteiligen Fenstern mit hölzernen Verkleidungen in den Brüstungsfeldern gliedern die Fassade. Ähnlich geschlossen zeigt sich auch die schlichte Ostseite, die als einzig markantes Motiv die kreisrunden Öffnungen der Nordseite als Teil der Raumbelichtung wieder aufnimmt und vervielfacht.
Das Innere zeigt sich in Grundrissstruktur und Oberflächenbeschaffenheit ähnlich authentisch (Originalbestand unter anderem an Türen, Linoleum- und Kunststeinbodenbeläge, Heizungs- und Deckenverkleidungen). Die Wirtschafts- und Nebenräume im Keller- und Erdgeschoss sind nach Norden orientiert. Im Erdgeschoss manifestiert sich der gehobene Wohnanspruch noch mittels einer technischen Hausrufanlage für das Dienstpersonal, dem bauzeitlich im Erdgeschoss auch ein kleiner Schlafraum (Mädchenzimmer) vorbehalten war. Die nach Norden liegenden Kinderzimmer im Obergeschoss sind verhältnismäßig klein und verweisen auf die zentrale Funktion der großen, über zwei Geschosse ausgebildeten offenen Wohnraums im Erdgeschoss. Die sich dadurch ausbildende Galerie im Obergeschoss bietet mit ihrem Brüstungsgeländer aus Drahtseilen eine offenkundige Reminiszenz an die Firmengeschichte und Familientradition.

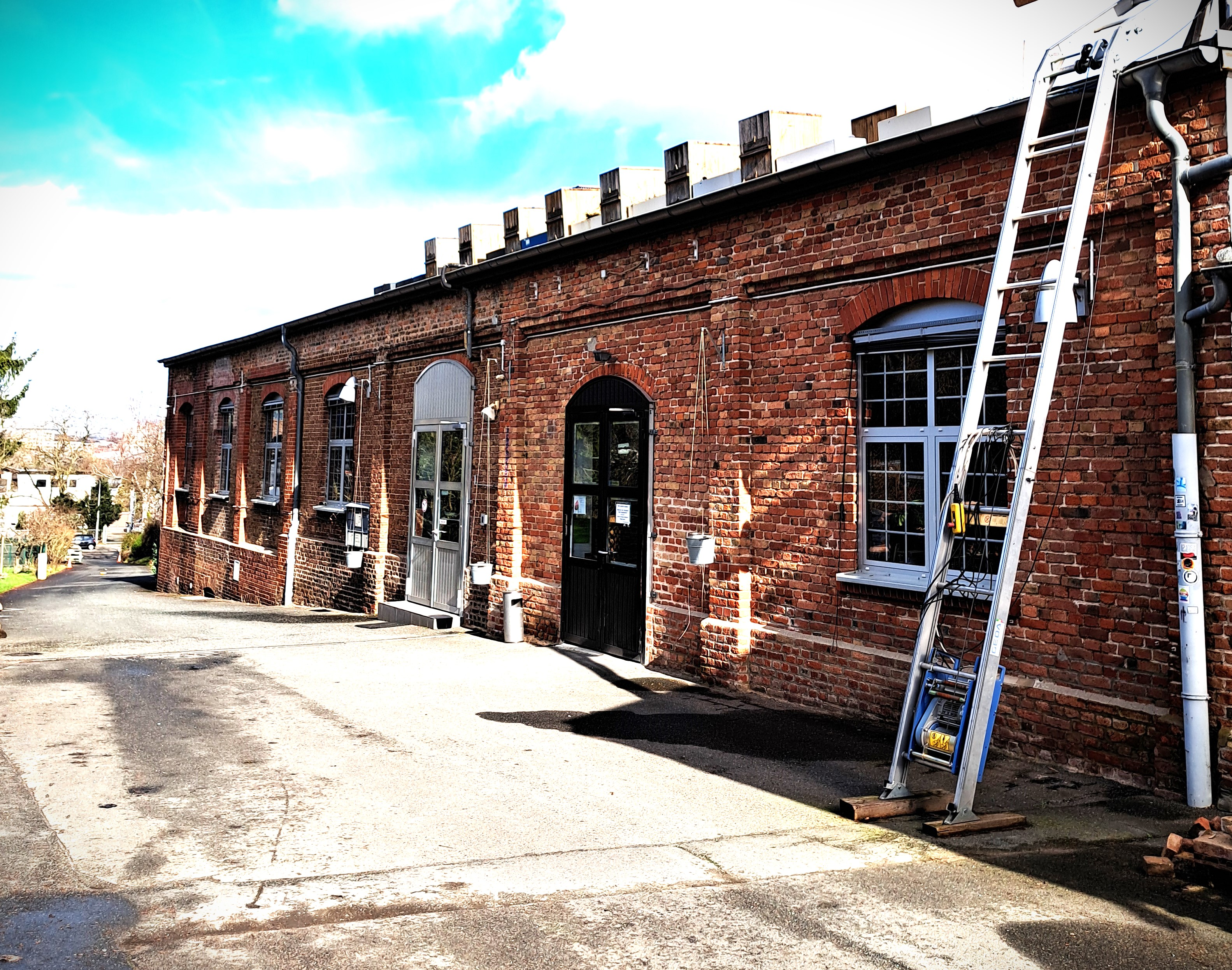
Halle 1 von Westen
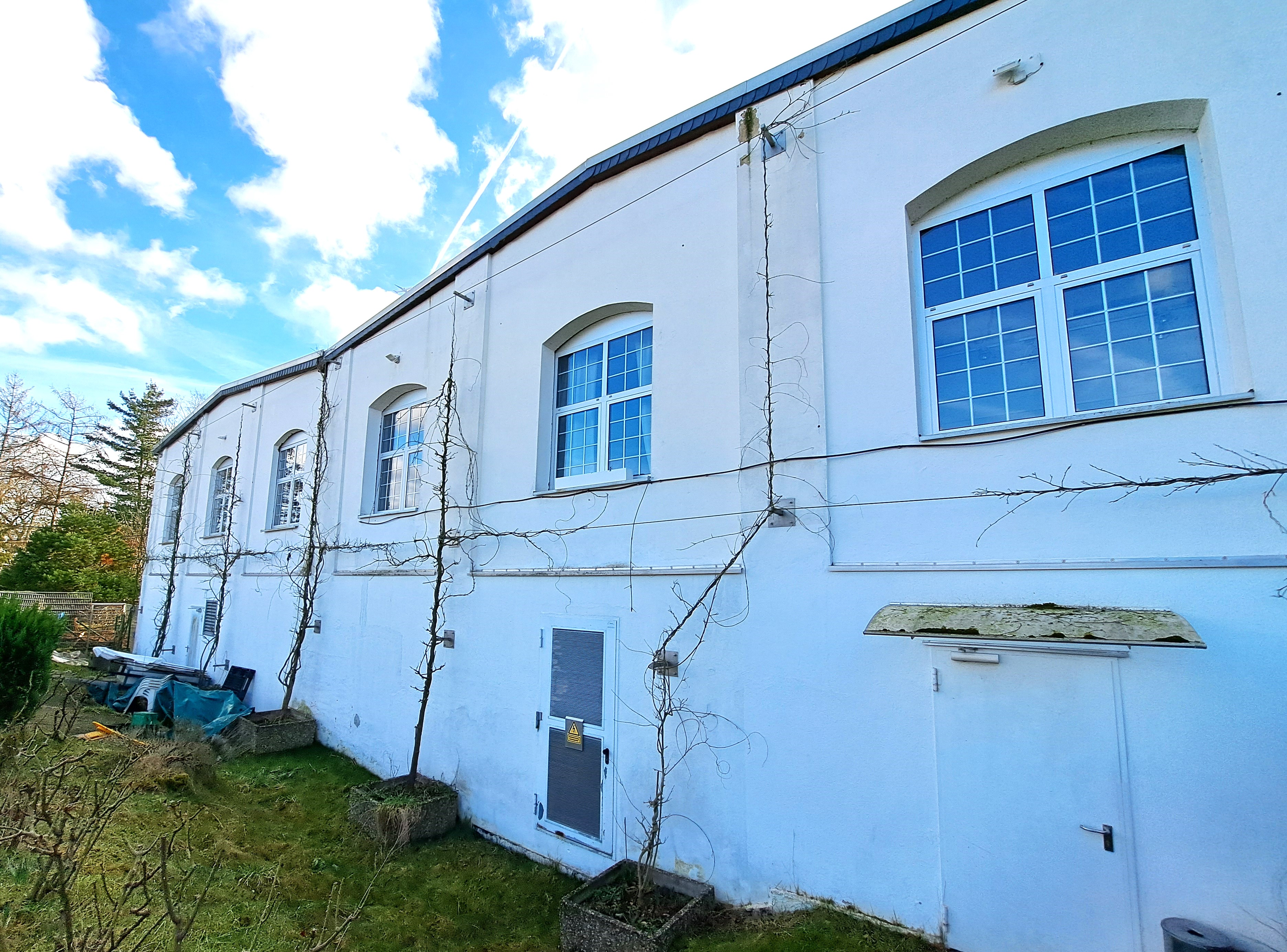
Halle 3 von Süden
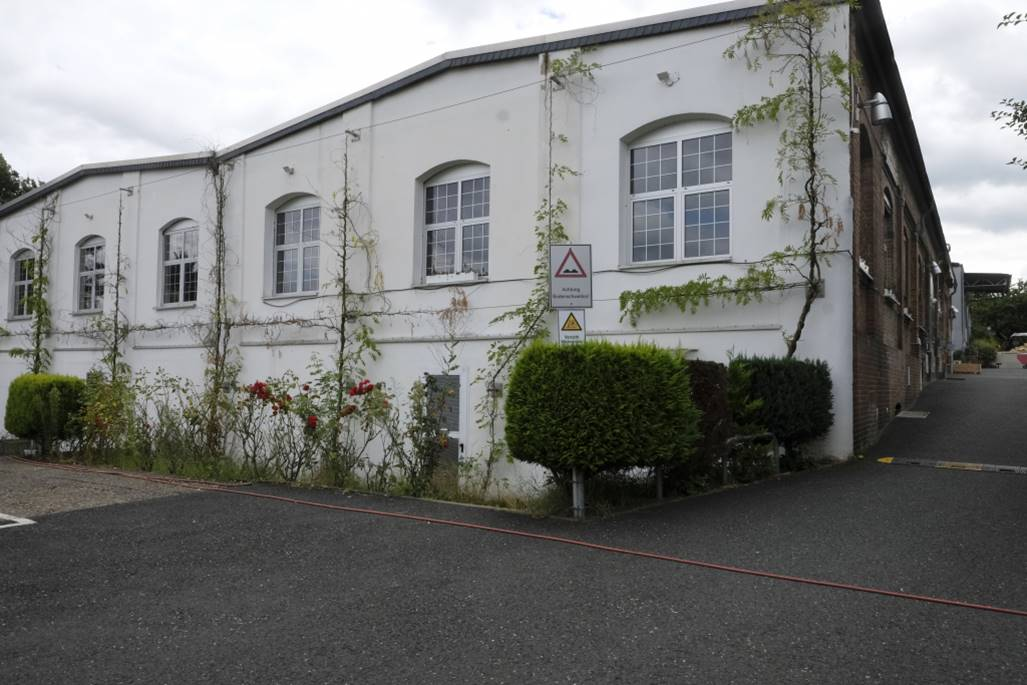
Halle 1 von Süden
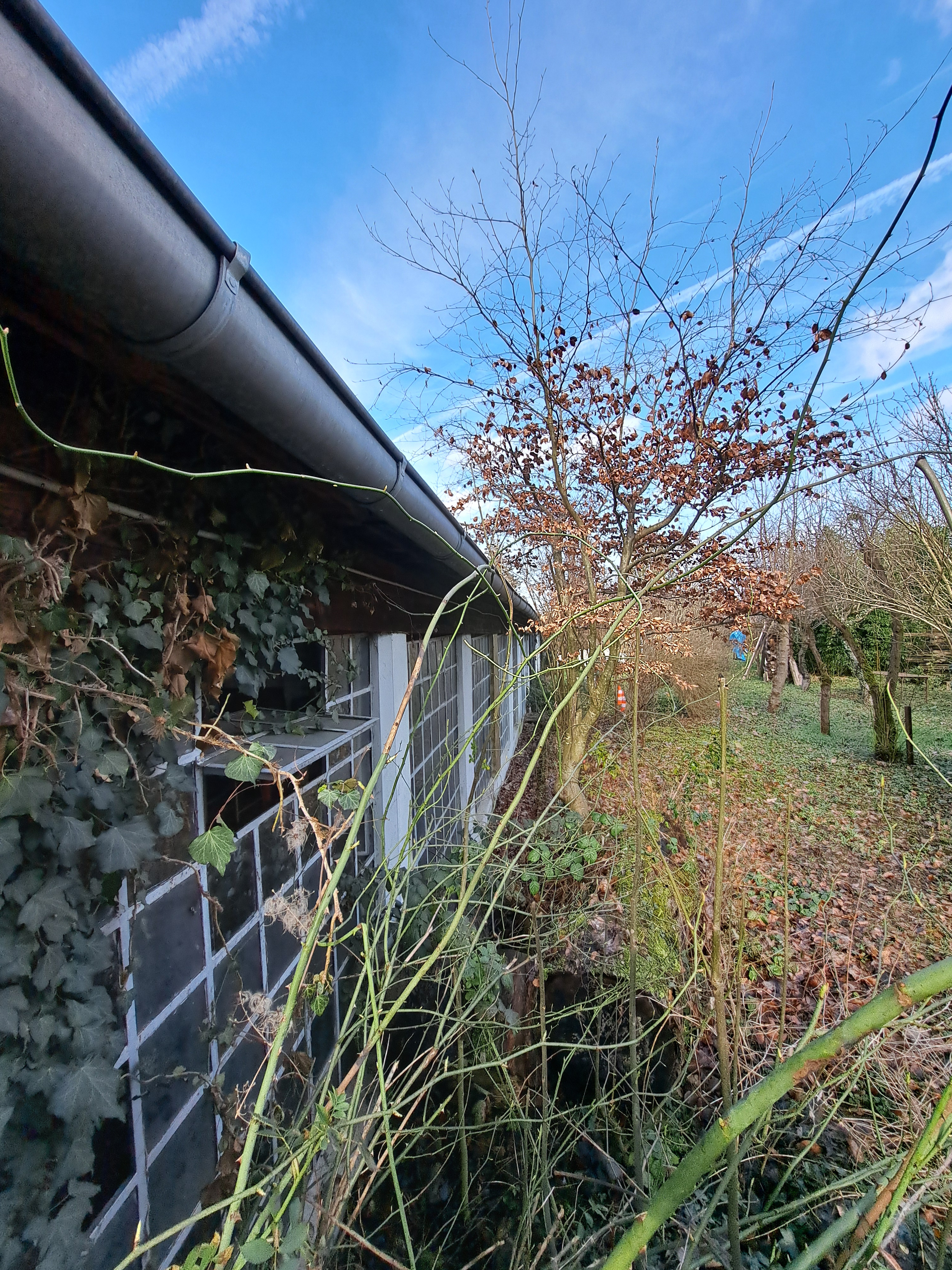
Teilansicht Seilerbahn, von NW
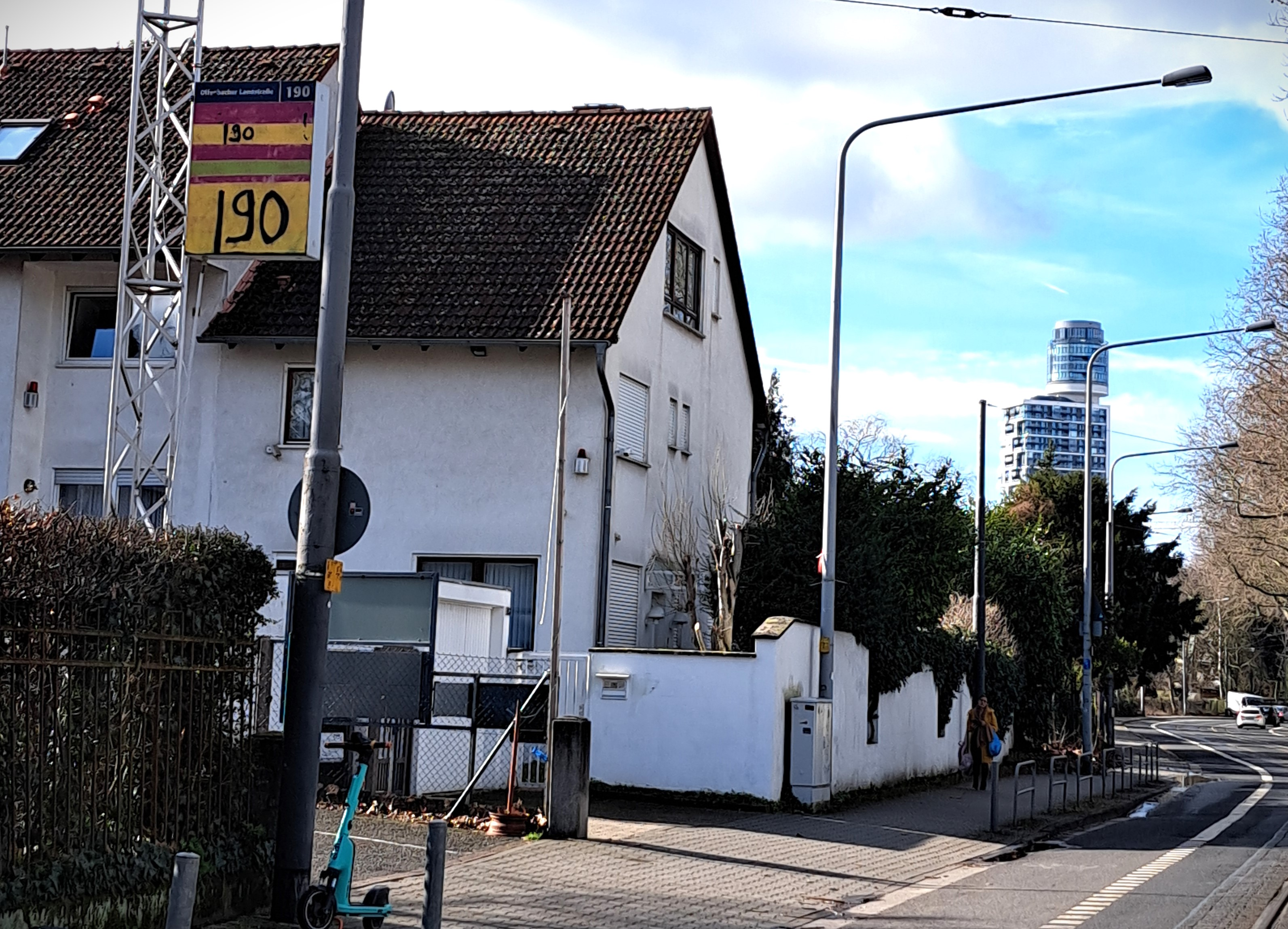
Einfahrt Offenbacher Landstraße von Norden
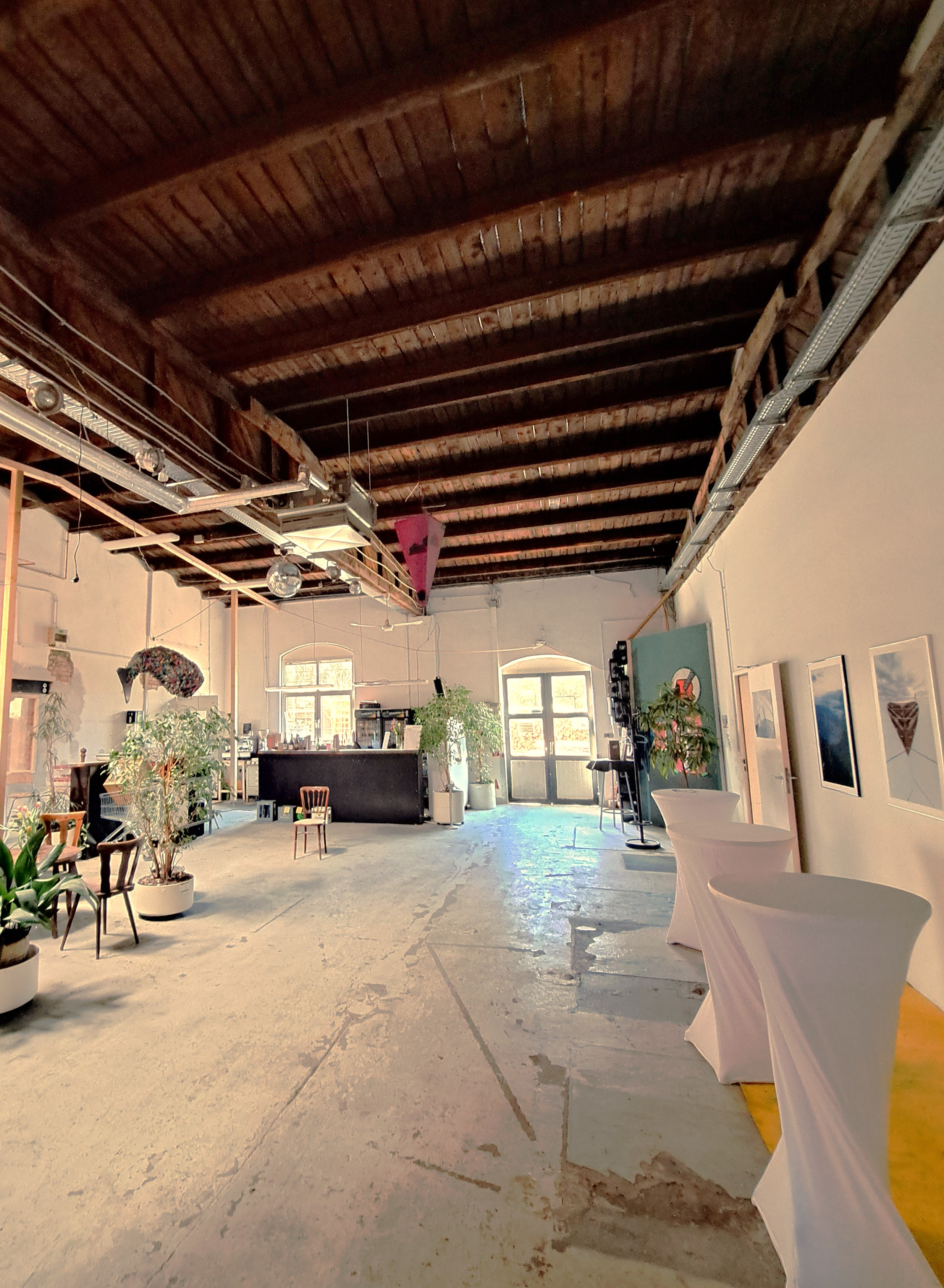
Innenansicht Halle 1
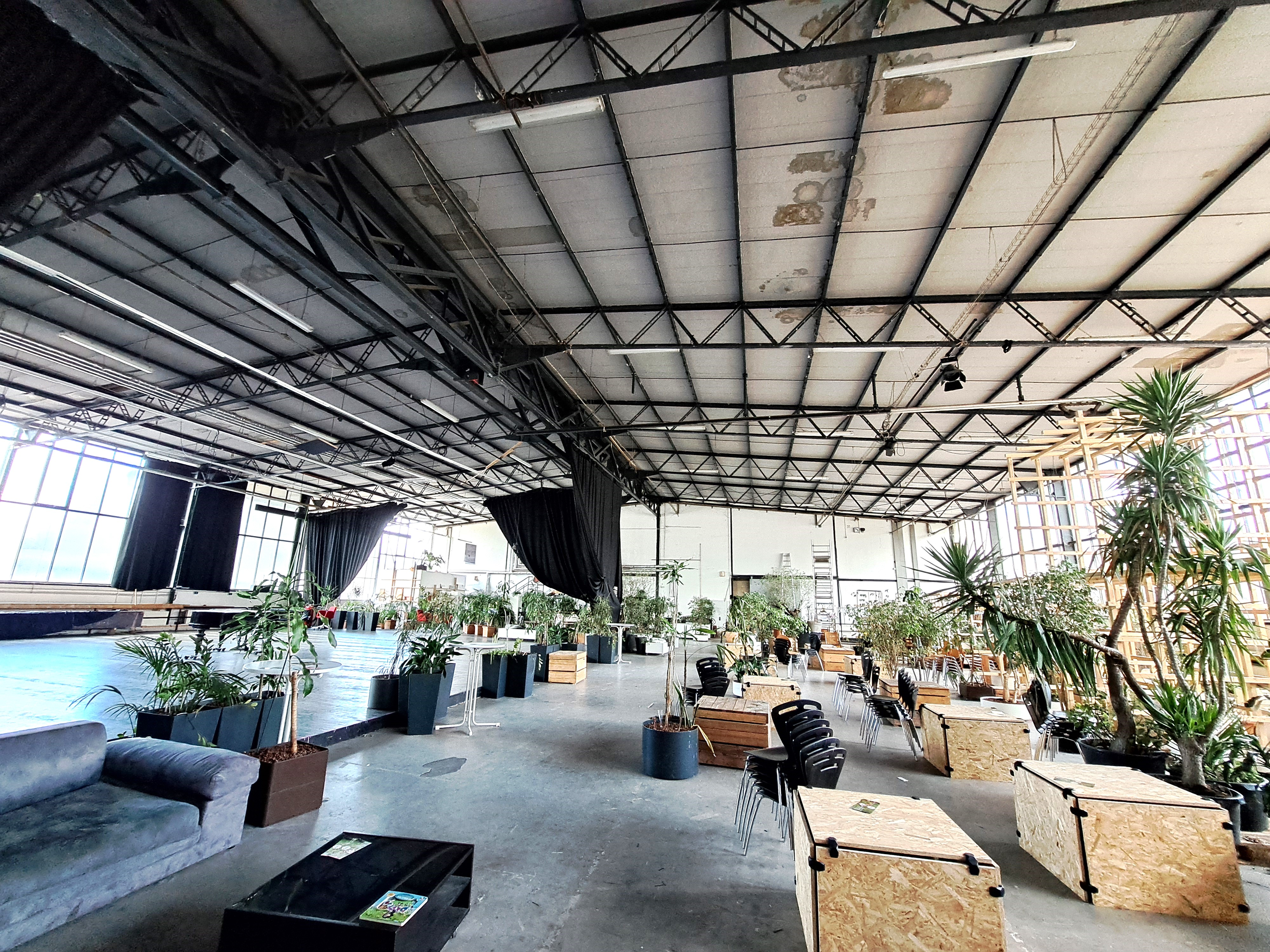
Innenansicht Halle 3
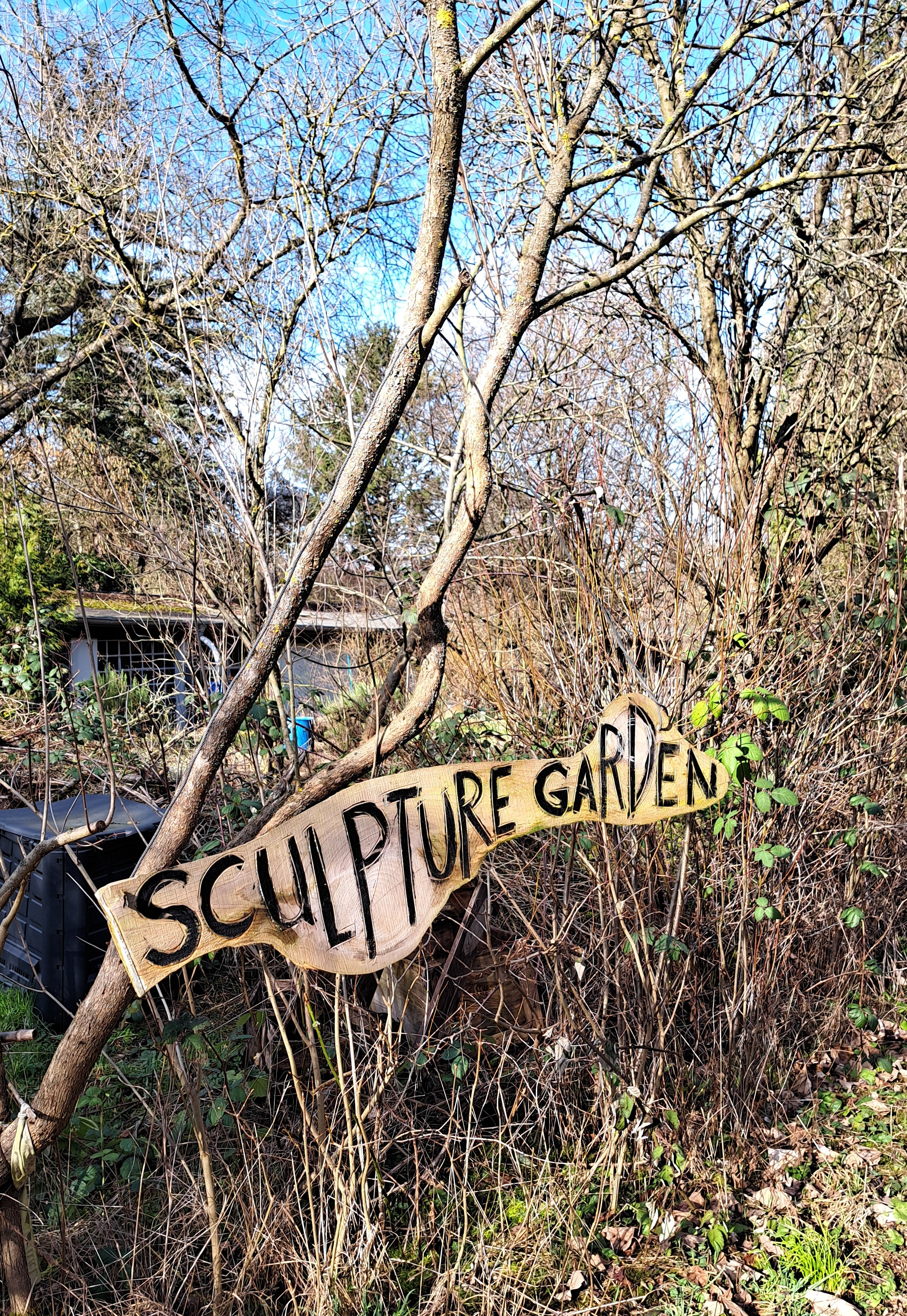
Skulpturengarten der Alten Seilerei Reutlinger
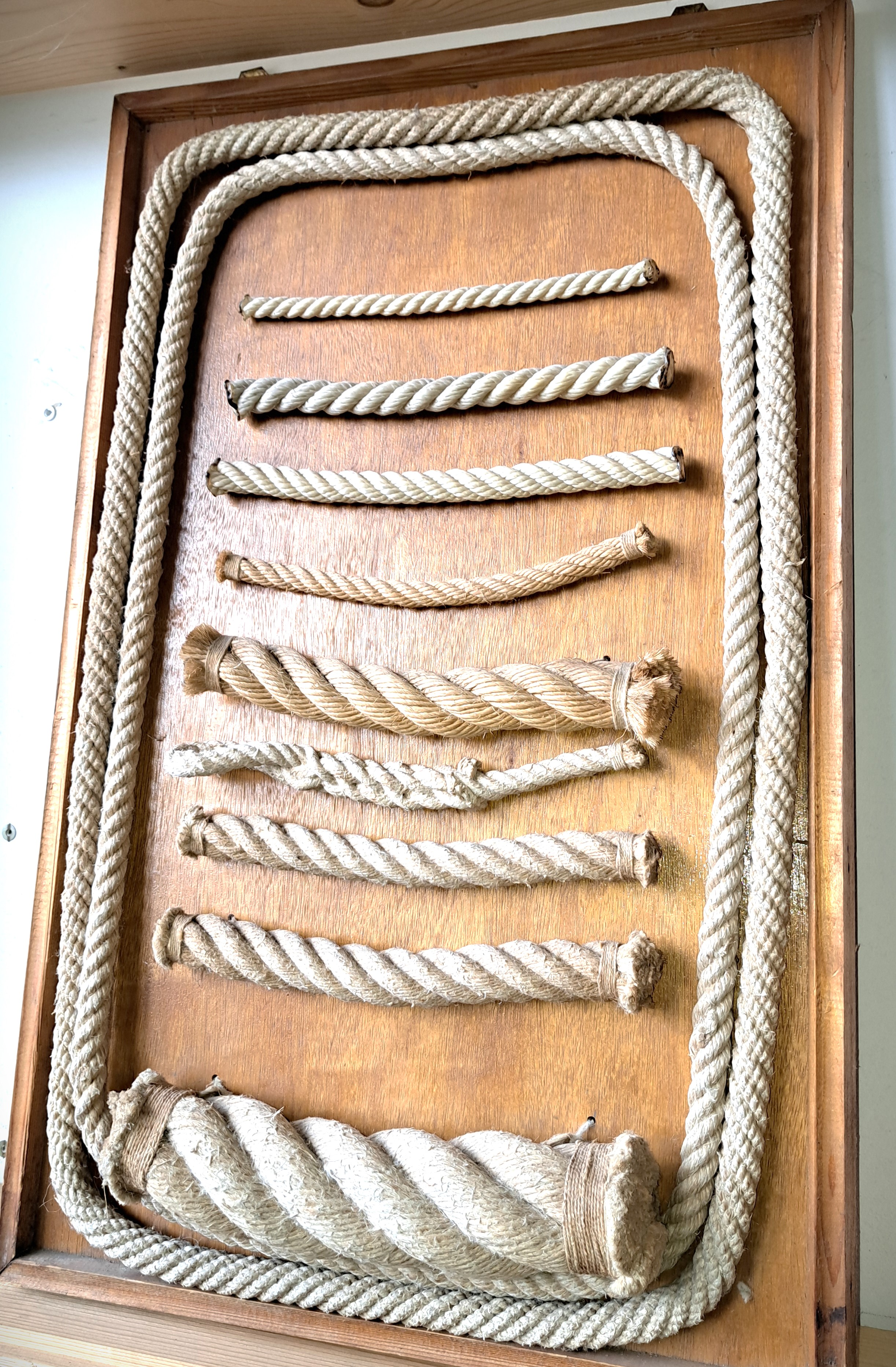
Musterstücke der Seilproduktion

## Die Inhaberfamilie Reutlinger

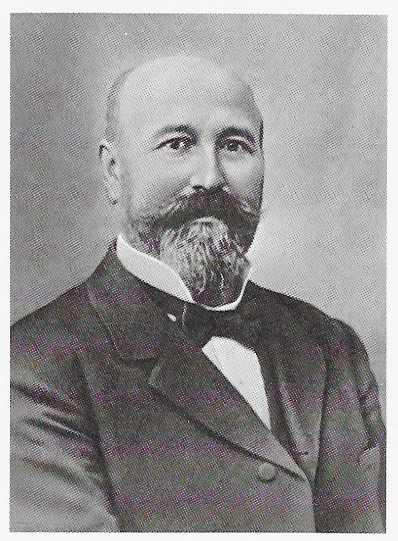
Der Gründer Wilhelm Benjamin Reutlinger (Fotografie um die Jahrhundertwende)

Das der später entstandenen Seilerei vorausgegangene Seilereiartikel-Unternehmen wurde 1873 in der Großen Fischergasse Frankfurt am Main von Wilhelm Benjamin Reutlinger (* 1881; † 1905) gegründet. Zu diesem Zeitpunkt war die Familie Reutlinger bereits eine in Frankfurt seit einigen hundert Jahren bekannte und erfolgreich wirkende Seilerfamilie mit dominierendem Einfluss auf die Frankfurter Seilerzunft. Belegt ist z. B. die Ausstattung und Wartung der Glockenseile des Frankfurter Doms. Bekannte Persönlichkeiten der Seilerfamilie Reutlinger waren unter anderem:
- der Offenbacher Seilefabrikant Julius Reutlinger (* 1861; † 1941) der mit Veröffentlichung des „Taschenbuchs für Seiler“ ab 1900 als „Seilforscher“ bekannt wurde.[11]
- Der Gründer der Seilefabrik Offenbach, Hainerweg, Jakob Reutlinger (* 1830; † 1903), der 1883 die Seile zur Errichtung der Germania des Rüdesheimer Niederwalddenkmales und 1889 die Seile für das Errichten der Atlas-Gruppe am Frankfurter Hauptbahnhof herstellte.[12]

Aktuell (Stand März 2024) ist das Familienunternehmen Reutlinger ein anerkannter Hersteller von Abhängesystemen.

## Aktuelle Nutzung der Alten Seilerei
Derzeit (Stand März 2024) wird das Gebäude-Ensemble von einem Kulturverein genutzt, der unterschiedliche regionale und überregionale Kulturprojekte betreibt und koordiniert. Auf dem Gelände befindet sich ein Skulpturengarten, dessen Objekte teilweise im Zusammenhang mit der Geschichte des Seilerei-Betriebes stehen. Das Grundstück ist am südlichen Ende mit Obstbäumen bepflanzt.